# Burg Rodenstein
Die Burg Rodenstein ist die Ruine einer Hangburg im Odenwald. Sie gehört zur Gemeinde Fränkisch-Crumbach im Odenwaldkreis (Südhessen) und ist von dort und von der Nachbargemeinde Reichelsheim aus erreichbar.

## Lage
Die Ruine liegt auf 322 m ü. NN in einem Seitental des Gersprenz-Tals abseits größerer Siedlungen etwa 3,5 km westsüdwestlich von Fränkisch-Crumbach und 2,7 km nordwestlich von Reichelsheim. Die Lage als Hangburg ist eher als ungünstiges Gelände anzusehen. Neben dem Namen weist auch die Lage auf eine Burg hin, die in den gerodeten Wald vorgeschoben wurde. Typisch für solche Rodungsburgen ist hier der Hof unterhalb der Burg, dem die wenigen Felder und Wiesen im Tal als Nutzfläche zur Verfügung standen.

## Geschichte
Die Burg ist eine Wehranlage der Herren von Crumbach und Rodenstein, deren Stammsitz sich in Fränkisch-Crumbach befand. Sie wurde um 1240 als Trutzburg gegen das Schloss Reichenberg gebaut, wobei die Herren von Crumbach und Rodenstein die volle Unterstützung der Grafen von Katzenelnbogen genossen. 1346 verkaufte Erkenger, Herr von Rodenstein, die Hälfte seines Anteils am Hause Rodenstein an Graf Wilhelm II. von Katzenelnbogen. 1433 erwarb Philipp I. von Katzenelnbogen weitere Anteile von Hermann und Konrad von Rodenstein. 1436 belehnte Graf Johann IV. von Katzenelnbogen den Edlen Hans, Herrn zu Rodenstein und Lißberg, mit der Hälfte des Schlosses Rodenstein.
1479 fielen mit dem Aussterben der Katzenelnbogener deren Besitzungen unter Heinrich III. an die Landgrafschaft Hessen. Die Burg wurde nicht durch kriegerische Ereignisse zur Ruine. Eine Skizze von Valentin Wagner zeigt sie im Jahr 1634 noch als schlossartige Anlage mit intakten Gebäuden. Nachdem 1635 Adam von Rodenstein mit seiner ganzen Familie an der Pest gestorben war, war die Burg nicht mehr bewohnt. Seit dieser Zeit wurde begonnen, Teile der Burg abzubrechen und das Baumaterial wiederzuverwenden. 1640 und 1646, als der letzte Rodensteiner Georg Friedrich eine Reise nach Frankreich antrat, war sie noch intakt. Zwischen Georg Friedrich und seinem Vormund entwickelte sich aus dem begonnenen Abbruch ein Rechtsstreit, in dessen Verlauf sich der Rodensteiner sogar an Kaiser Leopold wandte. Versuche zur Wiederherstellung danach blieben erfolglos. Nach dem Tod Georg Friedrichs 1671 und dem Aussterben der Rodensteiner im Mannesstamm wurde die Burg bis zur Mitte des 19. Jahrhunderts als Steinbruch genutzt. In Fränkisch-Crumbach entstand aus den Steinen der Adelshof der Freiherren von Pretlack (heutiges Rathaus).
Die Ruine Rodenstein gehörte seit mehreren Generationen den Freiherren von Gemmingen-Hornberg (Rohrbach & Höhr-Grenzhausen).
Im Juli 2020 wurde diese für 20.000 € an die Gemeinde Fränkisch-Crumbach verkauft.

## Zustand und Beschreibung 1634

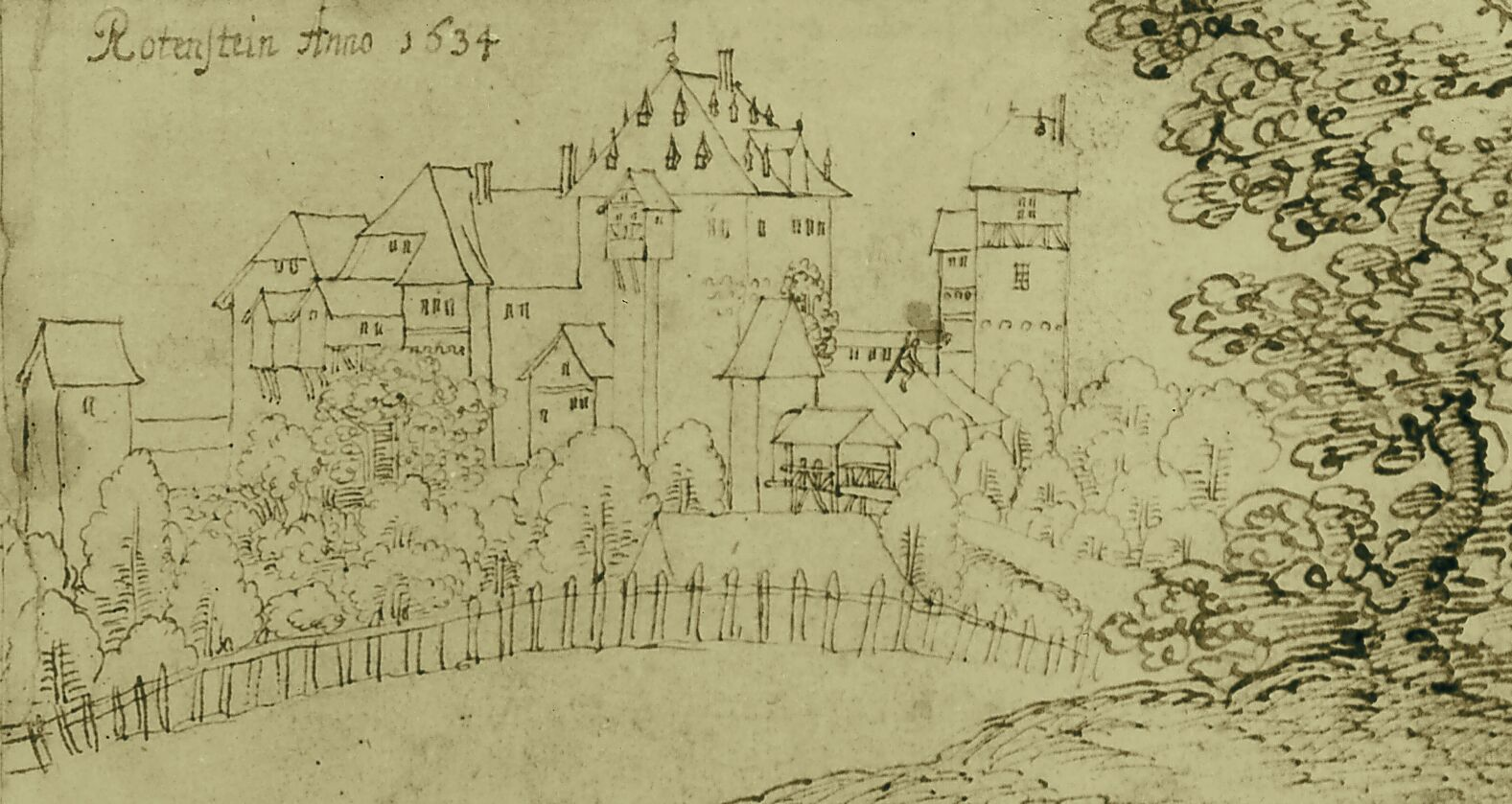
Rotenstein Anno 1634, Zeichnung von Valentin Wagner.

Die Zeichnung Wagners von 1634 vermittelt einen guten Eindruck einer dicht bebauten spätmittelalterlichen Ganerbenburg. Standort des Zeichners dürfte am heutigen Fahrweg nach Laudenau gewesen sein. An der heute bewaldeten Stelle befindet sich eine Schautafel mit Wagners Ansicht der Burg. Rechts im Bild erkennt man den gut erhaltenen Mühlturm. Er trägt ein Obergeschoss aus Fachwerk mit einem steil abgewalmten Dach. Der Kamin darauf deutet an, dass die obere Stube darin als Wohnung des Turmwächters gedient haben könnte.
Das neuere Tor im Nordwesten der Burg, welches den Mühlturm als Toranlage ablöste, erkennt man links neben dem Mühlturm. Die Zufahrt verlief über eine überdachte Holzbrücke davor. Hinter dem Tor erhebt sich ein im Vergleich zur Gesamtanlage wuchtiger Wohnbau. Es handelt sich um den jüngeren Palas aus dem 14. Jahrhundert (Steinerner Stock), in dessen Obergeschoss sich die Wohnung des Burgherren befand. Auf Höhe dieses Stockwerks befindet sich ein Fachwerkerker auf zwei Strebehölzern. Auf dem Dach sind zahlreiche Gauben, ein Kamin und eine Wetterfahne zu erkennen. Eine schwach angedeutete Wellenlinie unterhalb der Fenster im Obergeschoss könnte einen Rundbogenfries andeuten. Das mit seiner Traufseite an den Wohnbau links anschließende Gebäude dürfte als Küchenbau zu identifizieren sein, an den seinerseits der ältere Palas links anstößt. Zwei weit in den Zwingerbereich auskragende Erker daran könnten als Aborterker genutzt worden sein.
Nicht zu identifizieren ist ein kleineres Gebäude, das vor dem großen Wohnkomplex der Kernburg zu erkennen ist und in den Zwinger hineinragt. Links im Bild ist ein Teil der Zwingermauer zu erkennen, ganz links der nordöstliche Flankierungsturm der Zwingerbefestigung. Die Burg ist zusätzlich von einem Palisadenzaun umgeben, möglicherweise ein Hinweis auf hier betriebene Landwirtschaft. Eine Teilungsurkunde von 1624 nennt auch Weinberge an der Burg. Vor der Burg ist weiterhin ein großes Dach eines Wirtschaftsgebäudes sichtbar, möglicherweise eine Scheune.

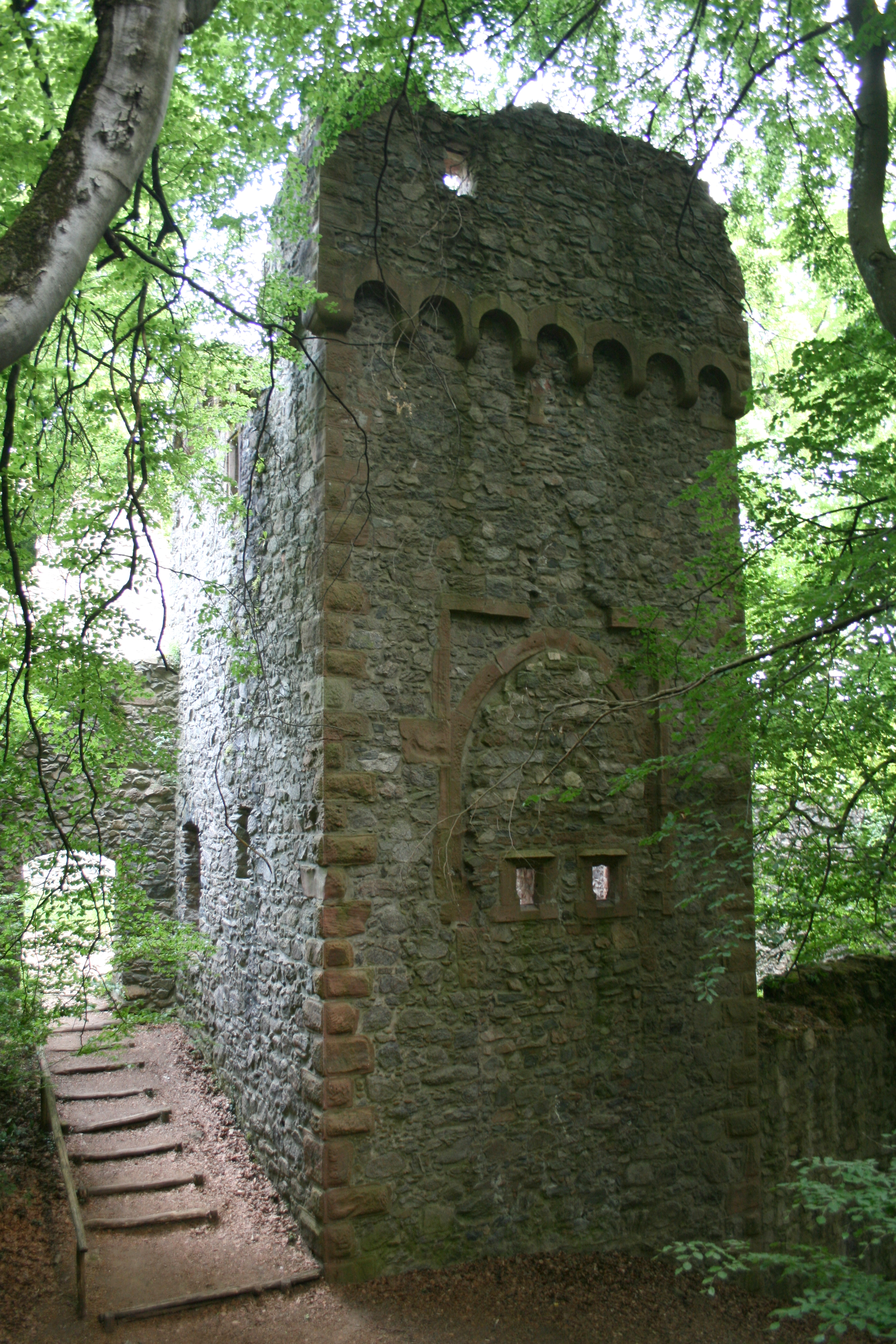
Außenseite des Mühlturms mit vermauertem, früherem Tor.

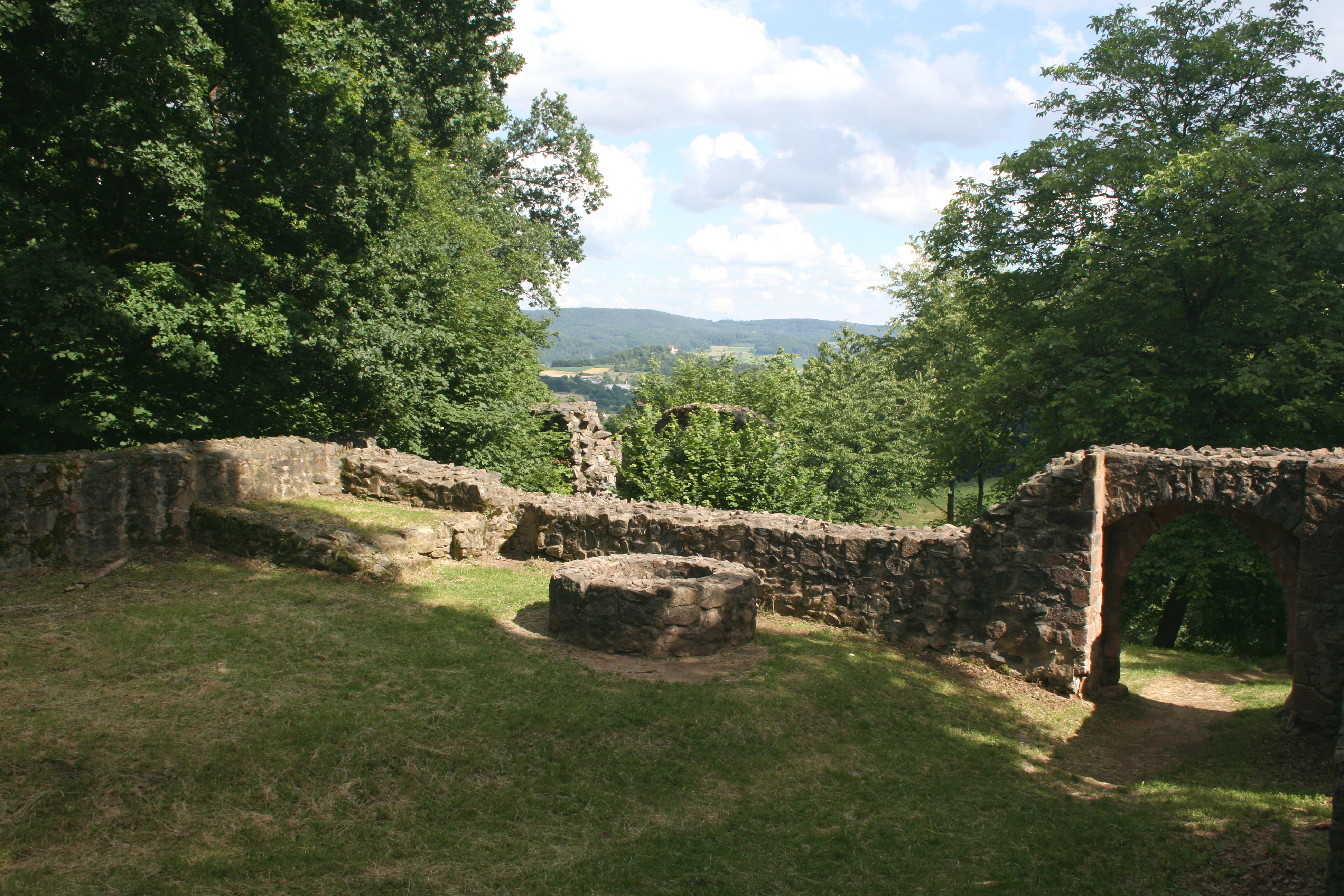
Im Vordergrund Teile der Kernburg mit Brunnen, im Hintergrund Schloss Reichenberg

## Heutige Burgruine
Bei der Burg handelt es sich um eine typische Hangburg. Die Kernanlage stellte einen rechteckigen Bau mit abgerundeten Ecken dar, wobei die Südwestseite zum Berghang schildmauerartig verstärkt worden ist. Hauptsächliches Baumaterial war Granit, Werksteine wurden aus Odenwälder Sandstein hergestellt. In der Nordecke der Kernburg befindet sich der ehemalige erste Palas. Ein zweiter wurde im 14. Jahrhundert hinzugefügt, so dass eine dichte Bebauung der Kernburg entstand. Die Anlage besaß keinen Bergfried.
Die innere Burganlage war von einer Ringmauer mit mehreren Türmen umgeben. An der Außenseite des Mühlturms ist ein zugemauertes Tor zu erkennen. Offensichtlich wurde der Eingang erst später von der Bergseite zur Talseite versetzt, wo sich das heutige Tor mit dem Zugang befindet. Im 16. Jahrhundert wurden weitere Teile der Ringmauer und ein Zwinger im Süden der Anlage ergänzt.
Die Funktion des im Westen der Burg gelegenen Mühlturms ist nicht ganz sicher geklärt. Bisher wurde angenommen, dass er nach der Vermauerung des Zugangs von außen eine Wassermühle aufnahm. Dies ist aber mit erheblichen technischen Schwierigkeiten verbunden und war zudem teuer im Unterhalt. Wahrscheinlicher ist der Betrieb einer Handmühle in dem Turm, wie es auch auf anderen Burgen üblich war.
Im 20. Jahrhundert wurde die Ruine restaurativ gesichert und in ihren jetzigen Zustand versetzt.
Unterhalb der Burg befindet sich das Hofgut Rodenstein, ein älterer Fachwerkbau, der nach einem Brand 1910 neu errichtet wurde. Der Stein mit der Jahreszahl 1593 über dem Portal stammt ursprünglich aus der Burg. Im Hofgut befindet sich ein Gastronomiebetrieb.

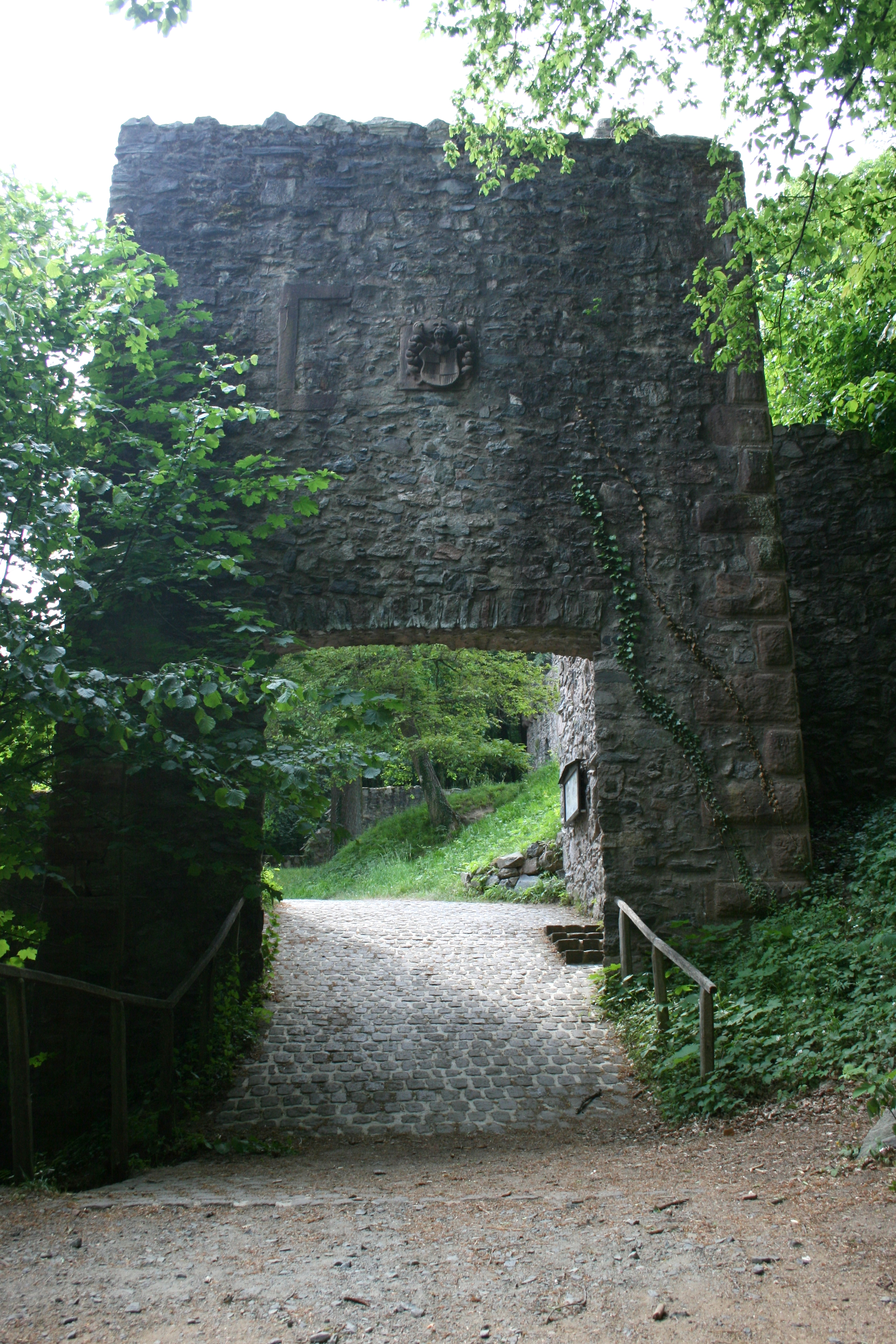
Späteres Torgebäude, heutiger Eingang zur Burg
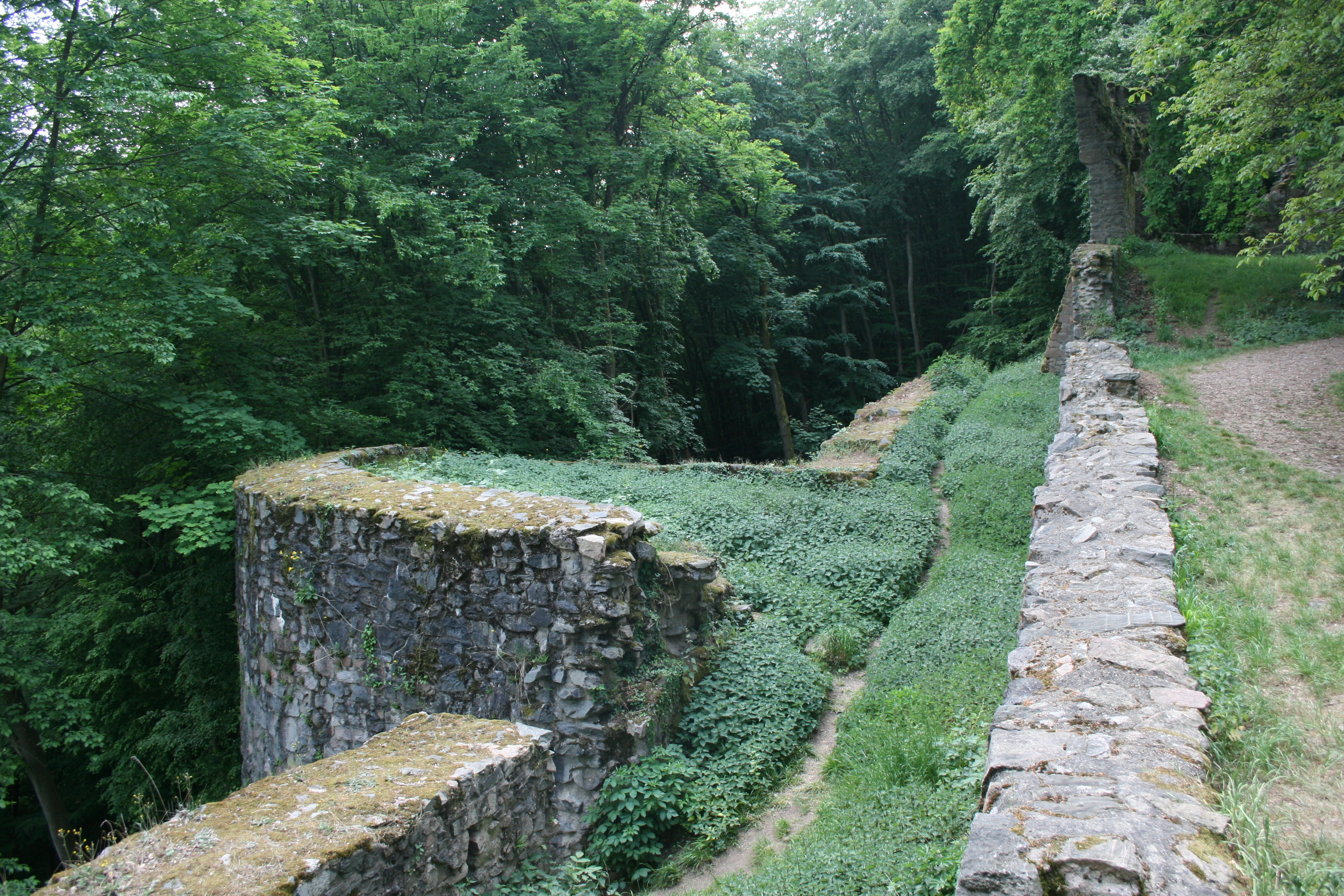
Zwingermauer und -turm
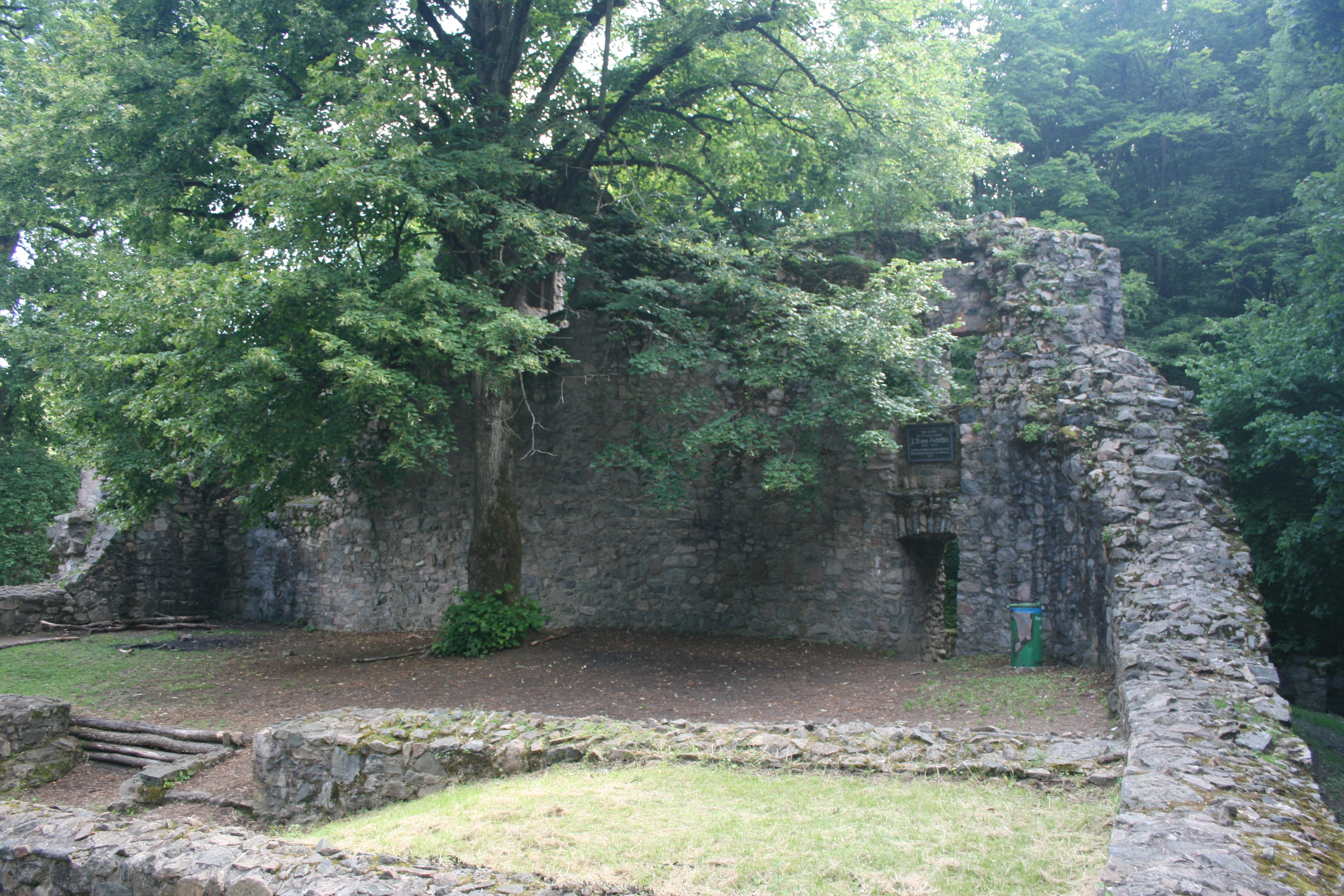
Innenseite der Schildmauer
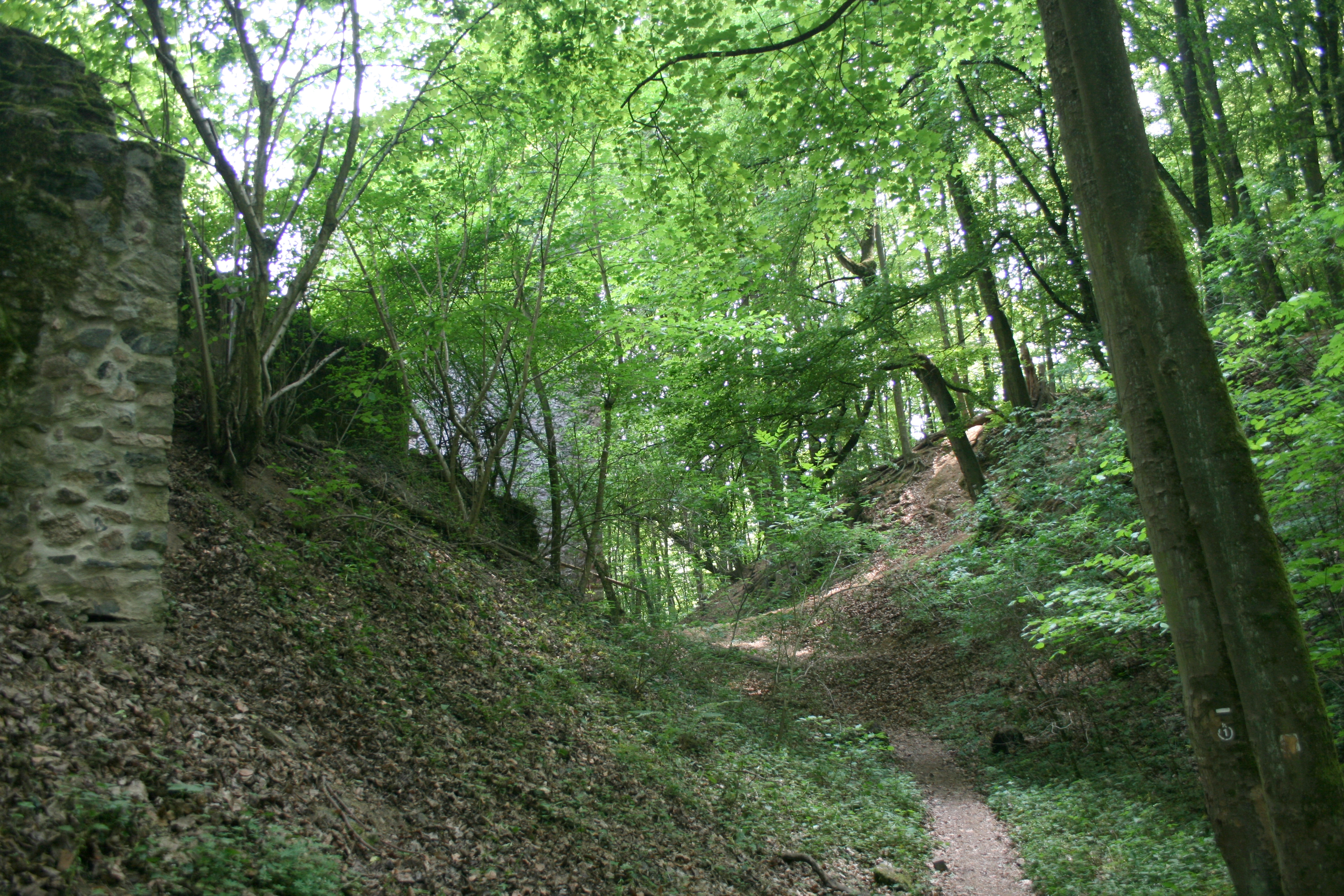
Blick in den Halsgraben

## Sagen
- Mit der Burg Rodenstein und dem Adelsgeschlecht sowie der benachbarten Burg Schnellerts ist die Sage vom Rodensteiner, auch Schnellertsgeist genannt, verbunden, der verflucht wurde, bei einem drohenden Kriegsausbruch aus seinem Grab zu steigen und die Leute zu warnen. Die Dichter Joseph Victor von Scheffel und Werner Bergengruen[11] verewigten die Ruine in literarischen Werken.
- Etwa 750 m südwestlich der Burg Rodenstein befindet sich der Wildweibchenstein, eine Felsformation, an die sich ebenfalls mehrere Sagen knüpfen.
- Ludwig Bechstein: Des Rodensteiners Auszug[12] (Sage mit Bezug zu den Burgen Rodenstein und Schnellerts)

## Uhus an der Ruine
An der Ruine kamen im 17. Jahrhundert Uhus vor. Genauere Einzelheiten sind nicht dokumentiert.